# Vincent Mduduzi Zungu
Vincent Mduduzi Zungu OFM (* 28. April 1966 in Mbongolwane, Natal, Südafrika) ist Bischof von Port Elizabeth.

## Leben
Vincent Mduduzi Zungu trat der Ordensgemeinschaft der Franziskaner bei und legte am 19. Januar 1989 die zeitliche Profess ab. Am 2. Juli 1994 legte er die ewige Profess ab. Zungu empfing am 8. Juli 1995 das Sakrament der Priesterweihe.
Am 2. Februar 2014 ernannte ihn Papst Franziskus zum Bischof von Port Elizabeth. Der Erzbischof von Kapstadt, Stephen Brislin, spendete ihm am 28. Juni desselben Jahres die Bischofsweihe; Mitkonsekratoren waren der Bischof von Eshowe, Xolelo Thaddaeus Kumalo, und der Bischof von Queenstown, Dabula Anthony Mpako.